# Élections municipales islandaises de 2006
Les élections municipales islandaises de 2006 ont eu lieu le 27 mai 2006.

## Résultats dans les grandes villes

### Résultats àReykjavik
| Partis                            | Partis                               | Voix   | %     | +/−  | Sièges | +/−           |
| --------------------------------- | ------------------------------------ | ------ | ----- | ---- | ------ | ------------- |
|                                   | Parti de l'indépendance (D)          | 27 823 | 42,87 | 2,62 | 7      | 1             |
|                                   | L'Alliance (S)                       | 17 750 | 27,35 | Nv.  | 4      | Nv.           |
|                                   | Mouvement des verts et de gauche (V) | 8 739  | 13,47 | Nv.  | 2      | Nv.           |
|                                   | Parti libéral (F)                    | 6 527  | 10,06 | 4,00 | 1      | en stagnation |
|                                   | Parti du progrès (B)                 | 4 056  | 6,25  | Nv.  | 1      | Nv.           |
|                                   |                                      |        |       |      |        |               |
| Votes valides                     | Votes valides                        | 64 895 | 98,27 |      |        |               |
| Votes blancs                      | Votes blancs                         | 1 014  | 1,54  |      |        |               |
| Votes nuls                        | Votes nuls                           | 131    | 0,20  |      |        |               |
| Total                             | Total                                | 66 040 | 100   | -    | 15     | en stagnation |
| Abstentions                       | Abstentions                          | 19 568 | 22,86 |      |        |               |
| Nombre d'inscrits / participation | Nombre d'inscrits / participation    | 85 608 | 77,14 |      |        |               |

### Résultats àKópavogur
| Partis                            | Partis                               | Voix   | %     | +/−   | Sièges | +/−           |
| --------------------------------- | ------------------------------------ | ------ | ----- | ----- | ------ | ------------- |
|                                   | Parti de l'indépendance (D)          | 6 610  | 45,30 | 7,61  | 5      | en stagnation |
|                                   | L'Alliance (S)                       | 4 647  | 31,85 | 3,60  | 4      | 1             |
|                                   | Parti du progrès (B)                 | 1 789  | 12,26 | 15,66 | 1      | 2             |
|                                   | Mouvement des verts et de gauche (V) | 1 546  | 10,59 | 4,45  | 1      | 1             |
|                                   |                                      |        |       |       |        |               |
| Votes valides                     | Votes valides                        | 14 592 | 97,73 |       |        |               |
| Votes blancs et nuls              | Votes blancs et nuls                 | 339    | 2,27  |       |        |               |
| Total                             | Total                                | 14 931 | 100   | -     | 11     | en stagnation |
| Abstentions                       | Abstentions                          | 4 420  | 22,84 |       |        |               |
| Nombre d'inscrits / participation | Nombre d'inscrits / participation    | 19 351 | 77,16 |       |        |               |

### Résultats àHafnarfjörður
| Partis                            | Partis                               | Voix   | %     | +/−   | Sièges | +/−           |
| --------------------------------- | ------------------------------------ | ------ | ----- | ----- | ------ | ------------- |
|                                   | L'Alliance (S)                       | 6 418  | 56,37 | 6,13  | 7      | 1             |
|                                   | Parti de l'indépendance (D)          | 3 196  | 28,07 | 12,50 | 3      | 2             |
|                                   | Mouvement des verts et de gauche (V) | 1 415  | 12,43 | 9,53  | 1      | 1             |
|                                   | Parti du progrès (B)                 | 356    | 3,13  | 3,16  | 0      | en stagnation |
|                                   |                                      |        |       |       |        |               |
| Votes valides                     | Votes valides                        | 11 385 | 97,12 |       |        |               |
| Votes blancs et nuls              | Votes blancs et nuls                 | 338    | 2,88  |       |        |               |
| Total                             | Total                                | 11 723 | 100   | -     | 11     | en stagnation |
| Abstentions                       | Abstentions                          | 4 248  | 26,60 |       |        |               |
| Nombre d'inscrits / participation | Nombre d'inscrits / participation    | 15 971 | 73,40 |       |        |               |

### Résultats àAkureyri
| Partis                            | Partis                               | Voix   | %     | +/−  | Sièges | +/−           |
| --------------------------------- | ------------------------------------ | ------ | ----- | ---- | ------ | ------------- |
|                                   | Parti de l'indépendance (D)          | 2 950  | 31,80 | 3,81 | 4      | en stagnation |
|                                   | L'Alliance (S)                       | 2 190  | 23,60 | 9,73 | 3      | 2             |
|                                   | Mouvement des verts et de gauche (V) | 1 506  | 16,23 | 7,52 | 2      | 1             |
|                                   | Parti du progrès (B)                 | 1 427  | 15,38 | 8,67 | 1      | 2             |
|                                   | Liste du peuple (L)                  | 906    | 9,77  | 7,99 | 1      | 1             |
|                                   | Framfylkingarflokkurinn (O)          | 299    | 3,22  | Nv.  | 0      | Nv.           |
|                                   |                                      |        |       |      |        |               |
| Votes valides                     | Votes valides                        | 9 278  | 98,07 |      |        |               |
| Votes blancs et nuls              | Votes blancs et nuls                 | 183    | 1,93  |      |        |               |
| Total                             | Total                                | 9 461  | 100   | -    | 11     | en stagnation |
| Abstentions                       | Abstentions                          | 2 605  | 21,59 |      |        |               |
| Nombre d'inscrits / participation | Nombre d'inscrits / participation    | 12 066 | 78,41 |      |        |               |

### Résultats àReykjanesbær
| Partis                            | Partis                               | Voix  | %     | +/−  | Sièges | +/−           |
| --------------------------------- | ------------------------------------ | ----- | ----- | ---- | ------ | ------------- |
|                                   | Parti de l'indépendance (D)          | 3 606 | 57,89 | 5,08 | 7      | 1             |
|                                   | Liste A (A)                          | 2 125 | 34,11 | Nv.  | 4      | Nv.           |
|                                   | Mouvement des verts et de gauche (V) | 331   | 5,31  | Nv.  | 0      | Nv.           |
|                                   | Parti libéral (F)                    | 130   | 2,09  | Nv.  | 0      | Nv.           |
|                                   | Liste de Reykjanesbær (R)            | 37    | 0,59  | Nv.  | 0      | Nv.           |
|                                   |                                      |       |       |      |        |               |
| Votes valides                     | Votes valides                        | 6 229 | 97,28 |      |        |               |
| Votes blancs et nuls              | Votes blancs et nuls                 | 174   | 2,72  |      |        |               |
| Total                             | Total                                | 6 403 | 100   | -    | 11     | en stagnation |
| Abstentions                       | Abstentions                          | 1 679 | 20,77 |      |        |               |
| Nombre d'inscrits / participation | Nombre d'inscrits / participation    | 8 082 | 79,23 |      |        |               |

### Résultats àGarðabær
| Partis                            | Partis                            | Voix  | %     | +/−  | Sièges | +/−           |
| --------------------------------- | --------------------------------- | ----- | ----- | ---- | ------ | ------------- |
|                                   | Parti de l'indépendance (D)       | 3 049 | 62,40 | 8,20 | 4      | en stagnation |
|                                   | Annuaire municipal (A)            | 1 837 | 37,60 | Nv.  | 3      | Nv.           |
|                                   |                                   |       |       |      |        |               |
| Votes valides                     | Votes valides                     | 4 886 | 96,05 |      |        |               |
| Votes blancs et nuls              | Votes blancs et nuls              | 201   | 3,95  |      |        |               |
| Total                             | Total                             | 5 087 | 100   | -    | 7      | en stagnation |
| Abstentions                       | Abstentions                       | 1 724 | 25,31 |      |        |               |
| Nombre d'inscrits / participation | Nombre d'inscrits / participation | 6 811 | 74,69 |      |        |               |

### Résultats àMosfellsbær
| Partis                            | Partis                               | Voix  | %     | +/−  | Sièges | +/−           |
| --------------------------------- | ------------------------------------ | ----- | ----- | ---- | ------ | ------------- |
|                                   | Parti de l'indépendance (D)          | 1 776 | 47,47 | 5,00 | 3      | 1             |
|                                   | L'Alliance (S)                       | 906   | 24,22 | Nv.  | 2      | Nv.           |
|                                   | Parti du progrès (B)                 | 605   | 16,17 | 8,11 | 1      | 1             |
|                                   | Mouvement des verts et de gauche (V) | 454   | 12,14 | Nv.  | 1      | Nv.           |
|                                   |                                      |       |       |      |        |               |
| Votes valides                     | Votes valides                        | 3 741 | 97,37 |      |        |               |
| Votes blancs et nuls              | Votes blancs et nuls                 | 101   | 2,63  |      |        |               |
| Total                             | Total                                | 3 842 | 100   | -    | 7      | en stagnation |
| Abstentions                       | Abstentions                          | 1 162 | 23,22 |      |        |               |
| Nombre d'inscrits / participation | Nombre d'inscrits / participation    | 5 004 | 76,78 |      |        |               |